# Phaconeura pluto
Phaconeura pluto – rodzaj pluskwiaków z podrzędu fulgorokształtnych i rodziny Meenoplidae.
Gatunek ten opisany został w 1973 roku przez Rolanda Fennaha, który zaliczył go do grupy gatunków P. pallida.
Pluskwiak o brudnobiałym ciele długości od 2,3 do 2,5 mm, pozbawiony narządów wzroku. Tegminy skrócone, a skrzydła drugiej pary szczątkowe. Narządy rozrodcze samic silnie zredukowane i o dystalnie zaokrąglonej walwuli. Genitalia samców z krótkim, tęgim, opatrzonym dwoma bulwiastymi wyrostkami u nasady edeagusem oraz dystalnie palcowatymi paramerami z krótkim ząbkiem w widoku brzusznym skierowanym dośrodkowo..
Gatunek znany tylko z zachodnioaustralijskich jaskiń Tick Cave, Cadda Cave i Quandong Cave, położonych w Parku Narodowym Nambung.